# Технічно-дослідницький центр Міністерства оборони Японії

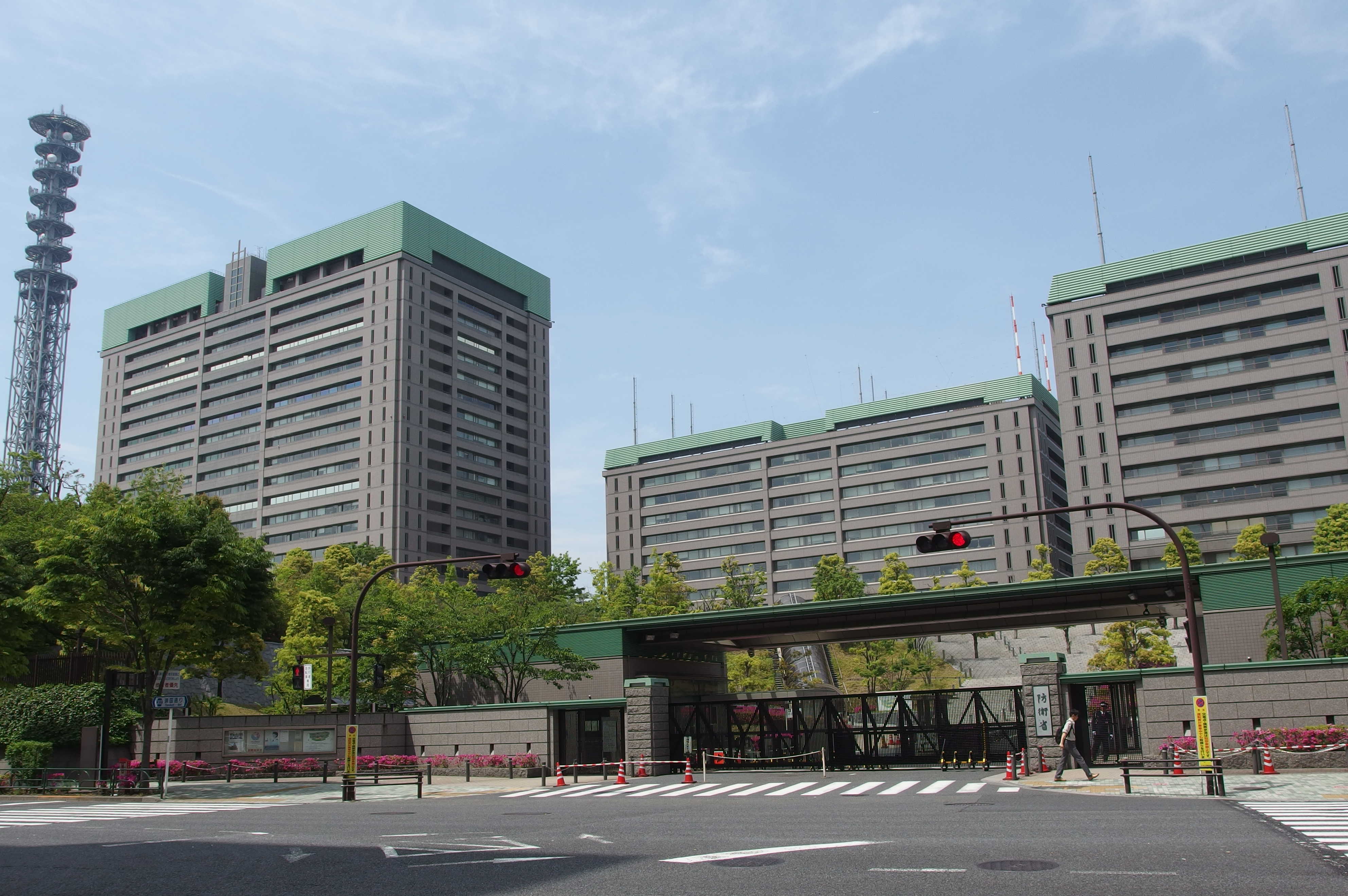
Технічно-дослідницький центр розташований в корпусі D (праворуч) будівлі Міністерства оборони.

Технічно-дослідницький центр Міністерства оборони Японії (яп. 技術研究本部, ぎじゅつけんきゅうほんぶ, ґідзюцу кенкю хонбу; англ. Technical Research and Development Institute, TRDI) — дослідницький інститут в Японії, що займається розробкою, виробництвом і випробуванням новітніх озброєнь та техніки для Сил Самооборони. Особливий орган Міністерства оборони Японії. 

## Заснування
Створений 23 травня 1958 року.  Скорочена назва — Технічний центр (яп. 技本, ぎほん, ґіхон).

## Попередники
- 1952 — 1954: Технічно-дослідницький інститут Управління безпеки Японії (яп. 保安庁技術研究所, ほうあんちょうぎじゅつけんきゅうしょ, хоан-тьо ґідзюцу кенкю-сьо)
- 1952 — 1958: Технічно-дослідницький інститут Управління оборони Японії (яп. 防衛庁技術研究所, ぼうえいちょうぎじゅつけんきゅうしょ, боей-тьо ґідзюцу кенкю-сьо)